# Gene Haas
Eugene "Gene" Francis Haas (Youngstown, 1952. november 12. –) amerikai üzletember, a Haas Formula–1-es csapata, valamint a NASCAR-ban szereplő Stewart-Haas Racing alapítója. A CNC szerszámgépgyártás első számú képviselője az Egyesült Államokban.

## Pályafutása

### A siker felé vezető út
Már tizenévesen dolgozott, eleinte újságkihordással, majd takarítással kereste a pénzt, amit már egy gépgyártással foglalkozó cégnél végzett. Ez a világ azonnal beszippantotta, hamar elkezdett saját gépeket gyártani, s miközben egyetemi éveiben is az iparágban dolgozott, 1983-ban megalapította a Haas Automationt. Három alkalmazottal kezdték egy 465 négyzetméteres gyárban, 1997-ben, második költözésük idején már egy 93 ezer négyzetméteres gyáregységet rendeztek be, amely az USA egyik legnagyobb ilyen jellegű gyára lett. Ma már 80 országban működtetik 170 gyárukat, a tervezést pedig még mindig maga Haas irányítja.
2007-ben Haas létrehozta a Windshear nevű szélcsatorna-komplexumot is, mely a mai napig a világ egyik legjobban fölszerelt szélcsatornájának számít. Szinte megállás nélkül bérlik, 2008 óta a Formula–1-es csapatok is rendszeresen látogatják a létesítményt, melynek használatáért másodpercenként 1 dollárt kell fizetniük. A futópaddal ellátott szélcsatorna teljes méretű autók akár 290 km/órás sebesség melletti tesztelését is lehetővé teszi, egyszerre 8 bérlőt képes kiszolgálni, akik egymástól teljesen elzárva dolgozhatnak éppen aktuális projektjükön.

### Autósportban
Haas elkötelezett rajongója az autósportoknak. Számos amerikai szériában szponzorált csapatokat, 2002-ben pedig megalapította NASCAR-csapatát, amelyet nem a nulláról indított. Motort és a karosszéria nagy részét partnerétől, a Hendrick Motorsportstól vásárolta, az autót aztán a csapat tíz aerodinamikai mérnöke fejlesztette tovább. Eleinte egyetlen autóval versenyeztek, s a csapat 2006-ban kapott új lendületet, amikor Haas létrehozta 13 ezer négyzetméteres gyárát Kannapolisban, a jelenlegi Formula–1-es gyáregység szomszédságában.
A sikeresség érdekében aztán újabb partnerekkel szerződött, 2008-ban összeállt a kétszeres bajnok Tony Stewarttal, s létrejött a Stewart-Haas-csapat. Első, 2009-es szezonjukban három futamgyőzelmet arattak, immáron két autót futtatva, másik versenyzőjük Ryan Newman volt. 2012-ben pedig Stewart megnyerte saját harmadik, a Stewart-Haas első bajnoki címét. Pontegyenlőség alakult ki, s csak több győzelmük révén koronázták bajnokká őket. Ekkor már Danica Patrick is a csapat tagja volt, aki 2013-ban a Daytona 500-as versenyen első nőként szerezte meg a pole pozíciót a Sprint-kupában. 2014-ben Kevin Harvick megszerezte a csapat második bajnoki címét is. Az FIA 2014. április 12-én adta meg az engedélyt Genenek arra, hogy csapatával részt vegyen a Formula–1-es világbajnokságban. Eredetileg már 2015-ben a rajtrácson akartak lenni, ám mivel a felkészülésre mindössze 11 hónapjuk lett volna, Haas úgy határozott, életbe lépteti a B-tervet, s kivár 2016-ig. 2016-os ausztrál nagydíjon Romain Grosjean révén az első versenyén a csapat a 6. pontszerző helyen ért célba.

## Magánélete
Apja egy repüléssel foglalkozó cég mérnöke volt, édesanyja tanárnő. Három testvére van, ő a család második gyermeke. Gene gépiparban elért sikerei mellett a jótékonykodást is fontosnak tartja. 1999-ben létrehozott alapítványán keresztül már közel ezer szervezetnek segített 22 millió dollárjával, melynek neve Gene Haas Foundation. Emellett pedig különböző képzési programokat is indított, mely révén részben a mérnöki utánpótlást is biztosítja.